# 下神野村
下神野村（しもこうのむら）は、和歌山県海草郡にあった村。現在の紀美野町の南西部、貴志川の上流域、美里支所の周辺にあたる。

## 地理
- 山岳：鳶ヶ巣山、大峰山
- 河川：貴志川、箕六谷

## 歴史
- 1889年（明治22年）4月1日 - 町村制の施行により、那賀郡神野市場村・樋下村・箕六村・福田村・野中村・安井村・南畑村および永谷村の大部分（飛地を除く）の区域をもって発足。
- 1951年（昭和26年）10月1日 - 所属郡が海草郡に変更。
- 1955年（昭和30年）6月1日 - 上神野村・国吉村・長谷毛原村・真国村と合併して美里町が発足。同日下神野村廃止。